# تانگاشیما ۸۸۶۶
سیارک ۸۸۶۶ (به انگلیسی: 8866 Tanegashima، نامگذاری:1992BR) هشت هزار و هشتصد و شصت و ششمین سیارک کشف شده‌است که در ۲۶ ژانویه ۱۹۹۲ کشف شد.
قدر مطلق سیارک برابر ۱۲٫۵۰ است.